# Анисина, Вероника Алексеевна
Вероника Алексеевна Анисина — российская футболистка, полузащитница кулба «Рязань-ВДВ».

## Биография
Анисина — воспитанница забайкальского футбола. Начала заниматься футболом в Чите, первый тренер — Татьяна Владимировна Доценко. В 10-летнем возрасте переехала в Иркутск под руководство Светланы Николаевны Надёжкиной. Играла за СШ «Рекорд» (позднее «Байкал»), стала серебряным призёром Первой лиги 2021. В следующем году перешла в «Новосибирск», где стала чемпионом Первой лиги 2022. Проведя в «Новосибирске» весь сезон 2022, Анисина в 2023 году перешла в казанский «Рубин».
С января 2024 года — игрок московского «Спартака». Первый матч за клуб провела 9 марта 2024 года против «Зенита». Первый гол за «Спартак» забила 21 апреля 2024 года в ворота «Звезды-2005». Бронзовый призёр чемпионата России 2024. В январе 2025 года перешла в «Рязань-ВДВ» на правах аренды.